# 棘小囊鼠屬
棘小囊鼠屬（彩棘小囊鼠），哺乳綱、囓齒目、更格盧鼠科的一屬，而與棘小囊鼠屬（彩棘小囊鼠）同科的動物尚有剛毛囊鼠屬（剛毛囊鼠）、林棘鼠屬（林棘鼠）等之數種哺乳動物。